# Greg Etafia
Greg Etafia (Auchi, 30 de setembro de 1982) é um futebolista nigeriano que atua como goleiro. Defende atualmente a equipe sul-africana do Moroka Swallows, e veste a camisa 34.

## Carreira
Etafia, representou a Seleção Nigeriana de Futebol, nas Olimpíadas de 2000.  ele defende a Seleção Nigeriana de Futebol desde 2003, foi preterido para disputar três Copas das Nações Africanas.